# Strelicjowate
Strelicjowate (Strelitziaceae (K. Schum.) Hutch.) – rodzina bylin z rzędu imbirowców. Zalicza się tu 3 rodzaje z 12 gatunkami. Rodzaj Phenakospermum występuje w równikowej części Ameryki Południowej, strelicja w południowo-wschodniej Afryce, a pielgrzan na Madagaskarze. Kwiaty zapylane są przez owady, ptaki i lemury. Pielgrzan i strelicje uprawiane są jako rośliny ozdobne w ciepłym klimacie, strelicja królewska także jako kwiat cięty.

## Morfologia

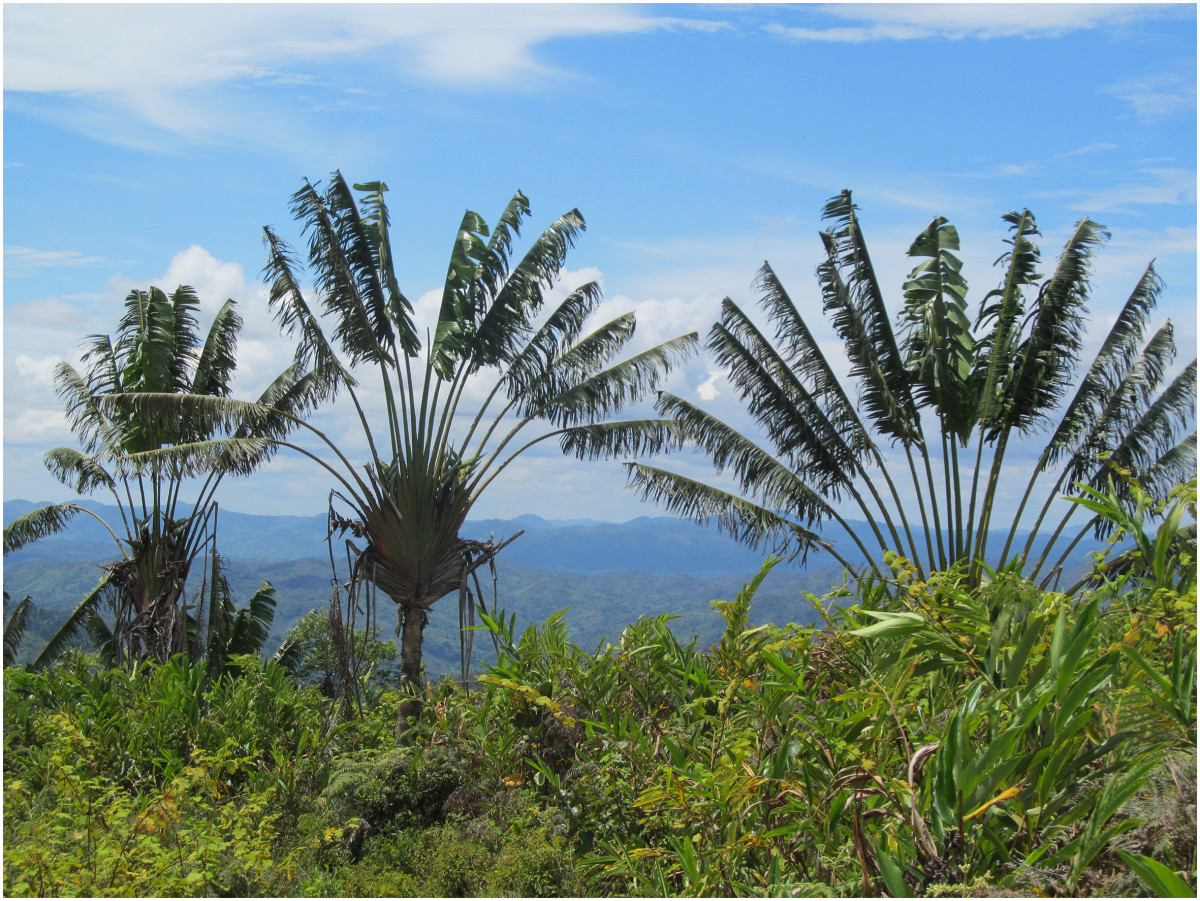
Pielgrzan madagaskarski

PokrójByliny i rośliny drewniejące, o podziemnym pędzie (kłączach lub podziemnych pniach) rozgałęziającym się dychotomicznie lub wyprostowanym i nierozgałęzionym pniu nadziemnym, zakończonym pękiem liści. Jest to jedyna rodzina w rzędzie imbirowców z przedstawicielami o pniu zdrewniałym.
LiścieDwurzędowe, ułożone w jednej płaszczyźnie, z pochwą liściową, ogonkiem (czasem go brak) i blaszką liściową (brak jej u Strelitzia juncea). Blaszka całobrzega, ale bywa postrzępiona na skutek działania wiatru.
KwiatyGrzbieciste i obupłciowe kwiaty wyrastają wsparte są łódkowatymi podsadkami (pochwami kwiatowymi). Trzy zewnętrzne listki okwiatu są wolne, podczas gdy trzy listki okwiatu wewnętrznego są w różnym stopniu zrośnięte. U strelicji środkowy z tych listków jest krótki i łódkowaty, a boczne są zredukowane, przylegają do siebie tworząc strzałkowaty organ ukrywający pięć pręcików i słupek. U Ravenala pręcików jest 6. Zalążnia jest dolna i trójkomorowa, zagłębione w niej są miodniki.
OwoceTrójkomorowe torebki rozszczepiające się lub rozpadające na trzy części. Zawierają nasiona okryte futrzastą i jaskrawo zabarwioną osnówką – pomarańczową u strelicji, niebieską u pielgrzana i czerwoną u Phenakospermum.

## Systematyka
Pozycja i podział rodziny według APweb (aktualizowany system APG IV z 2016)
Klad okrytonasienne, klad jednoliścienne (monocots), rząd imbirowce (Zingiberales), rodzina strelicjowate (Streliziaceae). Rodzina stanowi klad siostrzany rodziny Lowiaceae:
|  | helikoniowate Heliconiaceae                                               |
|  |                                                                           |
|  | \| \| strelicjowate Streliziaceae \| \| \| \| \| \| Lowiaceae \| \| \| \| |
|  |                                                                           |
|  | strelicjowate Streliziaceae                                               |
|  |                                                                           |
|  | Lowiaceae                                                                 |
|  |                                                                           |

|  | strelicjowate Streliziaceae |
|  |                             |
|  | Lowiaceae                   |
|  |                             |

|  | paciorecznikowate Cannaceae |
|  |                             |
|  | marantowate Marantaceae     |
|  |                             |

|  | imbirowate Zingiberaceae |
|  |                          |
|  | kostowcowate Costaceae   |
|  |                          |

|  | paciorecznikowate Cannaceae |
|  |                             |
|  | marantowate Marantaceae     |
|  |                             |

|  | imbirowate Zingiberaceae |
|  |                          |
|  | kostowcowate Costaceae   |
|  |                          |

|  | helikoniowate Heliconiaceae                                               |
|  |                                                                           |
|  | \| \| strelicjowate Streliziaceae \| \| \| \| \| \| Lowiaceae \| \| \| \| |
|  |                                                                           |
|  | strelicjowate Streliziaceae                                               |
|  |                                                                           |
|  | Lowiaceae                                                                 |
|  |                                                                           |

|  | strelicjowate Streliziaceae |
|  |                             |
|  | Lowiaceae                   |
|  |                             |

|  | paciorecznikowate Cannaceae |
|  |                             |
|  | marantowate Marantaceae     |
|  |                             |

|  | imbirowate Zingiberaceae |
|  |                          |
|  | kostowcowate Costaceae   |
|  |                          |

|  | paciorecznikowate Cannaceae |
|  |                             |
|  | marantowate Marantaceae     |
|  |                             |

|  | imbirowate Zingiberaceae |
|  |                          |
|  | kostowcowate Costaceae   |
|  |                          |

|  | helikoniowate Heliconiaceae                                               |
|  |                                                                           |
|  | \| \| strelicjowate Streliziaceae \| \| \| \| \| \| Lowiaceae \| \| \| \| |
|  |                                                                           |
|  | strelicjowate Streliziaceae                                               |
|  |                                                                           |
|  | Lowiaceae                                                                 |
|  |                                                                           |

|  | strelicjowate Streliziaceae |
|  |                             |
|  | Lowiaceae                   |
|  |                             |

|  | paciorecznikowate Cannaceae |
|  |                             |
|  | marantowate Marantaceae     |
|  |                             |

|  | imbirowate Zingiberaceae |
|  |                          |
|  | kostowcowate Costaceae   |
|  |                          |

|  | paciorecznikowate Cannaceae |
|  |                             |
|  | marantowate Marantaceae     |
|  |                             |

|  | imbirowate Zingiberaceae |
|  |                          |
|  | kostowcowate Costaceae   |
|  |                          |

|  | helikoniowate Heliconiaceae                                               |
|  |                                                                           |
|  | \| \| strelicjowate Streliziaceae \| \| \| \| \| \| Lowiaceae \| \| \| \| |
|  |                                                                           |
|  | strelicjowate Streliziaceae                                               |
|  |                                                                           |
|  | Lowiaceae                                                                 |
|  |                                                                           |

|  | strelicjowate Streliziaceae |
|  |                             |
|  | Lowiaceae                   |
|  |                             |

|  | paciorecznikowate Cannaceae |
|  |                             |
|  | marantowate Marantaceae     |
|  |                             |

|  | imbirowate Zingiberaceae |
|  |                          |
|  | kostowcowate Costaceae   |
|  |                          |

|  | paciorecznikowate Cannaceae |
|  |                             |
|  | marantowate Marantaceae     |
|  |                             |

|  | imbirowate Zingiberaceae |
|  |                          |
|  | kostowcowate Costaceae   |
|  |                          |

Pozycja w systemie Reveala (1994-1999)
Gromada okrytonasienne (Magnoliophyta Cronquist), podgromada Magnoliophytina Frohne & U. Jensen ex Reveal, klasa jednoliścienne (Liliopsida Brongn.), podklasa imbirowe (Zingiberidae Cronquist), nadrząd Zingiberanae Takht. ex Reveal, rząd imbirowce (Zingiberales Griseb.), rodzina strelicjowate (Strelitziaceae (K. Schum.) Hutch.).
Wykaz rodzajów
- Phenakospermum Endl.
- Ravenala Adans. – pielgrzan
- Strelitzia Aiton – strelicja